# Louis Hodgson
Pour les articles homonymes, voir Hodgson.
Louis Maclean "Lou" Hodgson (21 mars 1936-7 juillet 2012) est un homme politique provincial canadien de l'Ontario.

## Biographie
Né à Victoria dans le comté de Peel en Ontario et dont le père, Clayton Hodgson (en), fut député progressiste-conservateur  de la circonscription fédérale ontarienne de Victoria de 1945 à 1963, Hodgson sert comme officier de la Gendarmerie royale du Canada et travaille au Département des Transports de l'Ontario avant son entrée en politique.

## Politique
Élu député progressiste-conservateur de la nouvelle circonscription de Scarborough-Est en 1963, il sert en tant que député d'arrière-ban dans le gouvernement de John Robarts.
Il est défait par une faible marge en 1967.

## Après la politique
Hodgson établit un club de jeunes progressistes-conservateurs et dont l'un des premiers membres, Dennis Timbrell (en), devient un ministre influent. À la fin des années 1960, le gouvernement le recrute pour établir un programme de conduite automobile pour les écoles secondaires ontariennes.
Il meurt à Halliburton en 2012.